# 曾华杰
曾华杰，中华人民共和国政治人物、全国脱贫攻坚先进个人。

## 生平
曾华杰任河南省南阳市社旗县副县长（挂职），中国铁路通信信号集团有限公司（郑州）电气化局有限公司河南省郑州市四环线及大河路快速化工程涉铁项目建设指挥部指挥长。因在脱贫攻坚战中作出突出贡献，2021年2月25日全国脱贫攻坚总结表彰大会上，曾华杰被授予“全国脱贫攻坚先进个人”。